# Ioan Șișeștean
Ioan Șișeștean (* 11. Juni 1936 in Șișești, Județul Maramureș; † 12. April 2011 in Baia Sprie) war rumänisch griechisch-katholischer Bischof von Maramureș.

## Leben
Ioan Șișeștean studierte neben seiner Tätigkeit in der Stadtbibliothek, als Hilfslehrer und Fabrikarbeiter Theologie und empfing am 13. März 1972 durch den Bischof von Maramureș, Ioan Dragomir, heimlich die Priesterweihe. 1990 wurde er Pfarrer in seinem Heimatdorf Șișești. Mit der Wiedereröffnung des griechisch-katholischen Theologischen Instituts „Alexandru Rusu“ in Baia Mare wurde er Professor für dogmatische Theologie.
Am 20. Juli 1994 wurde er vom Heiligen Synod der Rumänischen griechisch-katholischen Kirche zum Bischof von Maramureș gewählt und durch Papst Johannes Paul II. bestätigt. Die Bischofsweihe am 11. September desselben Jahres spendete ihm der Erzbischof von Făgăraș und Alba Iulia, Lucian Mureșan; Mitkonsekratoren waren Alexandru Mesian, damaliger Koadjutorbischof von Lugoj, und Virgil Bercea, damals Weihbischof in Făgăraș und Alba Iulia.